# Einár
Nils Kurt Erik Einar Grönberg, bedre kendt under kunstnernavnet Einár (født 5. september 2002, død 21. oktober 2021) var en svensk gangsterrapper og sangskriver.

## Biografi
Einár var opvokset i Stockholm og begyndte tidligt at optage og udgive videoer på Instagram, hvor han fremviste sin rap. Hans karriere tog fart i 2018, da han udgav sangen "Duckar Popo" med en tilhørende musikvideo på Youtube, der i april 2019 havde fået over en million visninger. 
Einár slog igennem 2019 med sangen "Katten i trakten". I marts nåede sangen op på førstepladsen på Sverigetopplistan, og den beholdte placeringen i 3 uger. I april 2019, havde sangen været spillet over 11 millioner gange på Spotify og 2,5 millioner gange på Youtube.
Den 26. april 2019 udgav Einár sangen "Rör mig". Sangen fik næsten 500 000 afspilninger på Spotify i de første 24 timer og var i maj 2019 blevet spillet mere end 3 millioner gange.
Einár blev tildelt P3 Guld-prisen for Årets sang i 2019, for sangen "Katten i trakten".
Senere i 2019 udgav han debutalbummet "Första klass".
Ved Grammisgalan 2020, som er en svensk musikpris, var han nomineret til Årets artist og vandt i kategorierne "Årets hiphop" samt "Årets nyankomne" for henholdsvis albummene "Första Klass" og "NUMMER 1".

### Familie
Einár var søn af Erik Grönberg og skuespillerinde Lena Nilsson. Og Einár havde to brødre.

### Død
Einár blev skudt 21. oktober 2021 kl. 22.50 i et lejlighedskompleks i Stockholm-forstaden Hammarby Sjöstad. Einár blev skudt flere gange i hovedet og i maven på 1,5 m afstand. Politiet kom til stedet og fandt en hårdt såret mand der blødte udenfor en lejlighedsport. Der blev efterfølgende ydet førstehjælp, men han døde på stedet af skudsår. Det svenske politi antager at drabet har relation til bandemiljøet.

## Diskografi

### Albums
| Dato | Titel                   | Sverigetopplistan |
| ---- | ----------------------- | ----------------- |
| 2019 | "Första klass"          | 1                 |
| 2019 | "Nummer 1"              | 1                 |
| 2020 | "Welcome To Sweden"     | 2                 |
| 2020 | "Unge med extra energi" | 2                 |

### Singlar
| Dato | Titel                     | Sverigetopplistan |
| ---- | ------------------------- | ----------------- |
| 2018 | "Gucci"                   | –                 |
| 2018 | "Duckar Popo"             | 45                |
| 2019 | "Katten i trakten"        | 1                 |
| 2019 | "Fusk (feat. K27)"        | 2                 |
| 2019 | "Rör mig"                 | 3                 |
| 2019 | "Förste Klass"            | 1                 |
| 2019 | "HipHop (feat. Adaam)"    | 4                 |
| 2019 | "Min Nivå" (med Dree Low) | 2                 |
| 2019 | "Nu Vi Skiner"            | 1                 |
| 2019 | "Drip 2 Hard"             | 3                 |
| 2020 | "Ungen"                   | –                 |
| 2020 | "Hell Ye"                 | –                 |
| 2020 | "Automat"                 | –                 |
| 2020 | "Hundra"                  | –                 |
| 2020 | "Show"                    | –                 |
| 2020 | "Ingen lek"               | –                 |
| 2020 | "Fiendes fiende"          | –                 |
| 2020 | "Tills vidare"            | –                 |
| 2020 | "Helt ärligt"             | –                 |
| 2020 | "Pop Smoke"               | –                 |
| 2020 | "Luren Skakar"            | –                 |
| 2020 | "Feelings"                | –                 |
| 2020 | "För stora namn"          | –                 |
| 2021 | "Sætter Dom På Plats"     | –                 |
| 2021 | "9 månader"               | –                 |
| 2021 | "Gamora"                  | 1                 |